# Darlène (album)
Pour les articles homonymes, voir Darlène.
Albums de Hubert Lenoir
PICTURA DE IPSE: musique directe
(2022)
Darlène est le premier album studio solo de l'auteur-compositeur-interprète Hubert Lenoir, paru en 2018. 
L'album remporte les prix de l'album pop de l'année et du choix de la critique au 40ᵉ Gala des prix Félix. La pièce la plus populaire de l'album, Fille de personne II, remporte, quant à elle, le Prix Félix de la chanson de l'année en 2018.

## Analyse de l'album
L'album est un album-concept, publié conjointement avec un livre éponyme écrit par Noémie Leclerc, l'amoureuse de Lenoir. Ce projet multidisciplinaire raconte la rencontre entre une jeune femme vivant à Beauport, en banlieue de Québec, et un touriste américain suicidaire voulant se lancer du haut des chutes Montmorency. La trame artistique commune aux deux œuvres est le rejet, par la protagoniste Darlène, d'une vie traditionnelle de banlieue, « là où la classe moyenne étouffe parfois la différence ». L'album, tout comme le livre, se veulent donc suivre le processus de libération de cette jeune femme, hors des pressions et des contraintes sociales. Ceci est bien exemplifié[anglicisme à remplacer] par les paroles de la chanson d'ouverture, « Fille de personne »: « Je suis venu te dire que tu peux changer / J’ai vu un avenir de femmes libérées / Où tu portais le cuir et la tête rasée ».
Lenoir, bien qu’il refuse certaines classifications, qualifie cet album « d'opéra post-moderne ». On y retrouve de nombreuses inspirations venant du jazz fusion, notamment avec ses nombreuses pièces instrumentales, parfois improvisées, et du art pop.

## Liste des titres
| Darlène | Darlène               | Darlène             | Darlène                        | Darlène | Darlène | Darlène | Darlène | Darlène | Darlène |
| No      | Titre                 | Paroles             | Musique                        | Durée   |         |         |         |         |         |
| ------- | --------------------- | ------------------- | ------------------------------ | ------- | ------- | ------- | ------- | ------- | ------- |
| 1.      | Fille de personne I   |                     | Vincent Gagnon                 | 1:08    |         |         |         |         |         |
| 2.      | Fille de personne II  | Hubert Lenoir       | Hubert Lenoir                  | 3:58    |         |         |         |         |         |
| 3.      | Fille de personne III | Hubert Lenoir       | Hubert Lenoir                  | 2:58    |         |         |         |         |         |
| 4.      | J-C                   | Hubert Lenoir       | Hubert Lenoir, Julien Chiasson | 3:03    |         |         |         |         |         |
| 5.      | Recommencer           | Hubert Lenoir       | Hubert Lenoir                  | 3:31    |         |         |         |         |         |
| 6.      | Wild and free         | Hubert Lenoir       | Hubert Lenoir, Julien Chiasson | 3:11    |         |         |         |         |         |
| 7.      | Ton hôtel             | Hubert Lenoir       | Hubert Lenoir                  | 2:25    |         |         |         |         |         |
| 8.      | Darlène, Darling      |                     | Hubert Lenoir                  | 2:24    |         |         |         |         |         |
| 9.      | Momo                  |                     | Hubert Lenoir                  | 5:26    |         |         |         |         |         |
| 10.     | Cent-treizième rue    |                     | Hubert Lenoir                  | 2:58    |         |         |         |         |         |
| 11.     | Si on s'y mettait     | Jean-Pierre Ferland | Hubert Lenoir                  | 4:56    |         |         |         |         |         |
| 38:16   |                       |                     |                                |         |         |         |         |         |         |

## Musiciens
- Pierre-Emmanuel Beaudoin : Batterie, percussions
- Cédric Martel : basse
- Vincent Gagnon : piano, piano électrique, synthétiseur
- André Larue : saxophone, clarinette
- Simon Kearney : guitare
- Vincent Lamontagne : guitare
- Dasha Maily: Chœurs
- Alexandre Martel: Guitare, synthétiseur
- Julien Chiasson: Synthétiseur, piano, piano électrique, guitare, percussions, chœurs
- Ben Shampouing: Guitare
- Jean-Étienne Collin Marcoux : congas
- Hubert Lenoir : voix, guitare, piano, piano électrique, synthétiseur, percussions, choeurs.